# Neojaera hirsuta
Neojaera hirsuta är en kräftdjursart som beskrevs av Sivertsen och Lipke Bijdeley Holthuis 1980. Neojaera hirsuta ingår i släktet Neojaera och familjen Janiridae. Inga underarter finns listade i Catalogue of Life.